# Internationale Belgrader Buchmesse

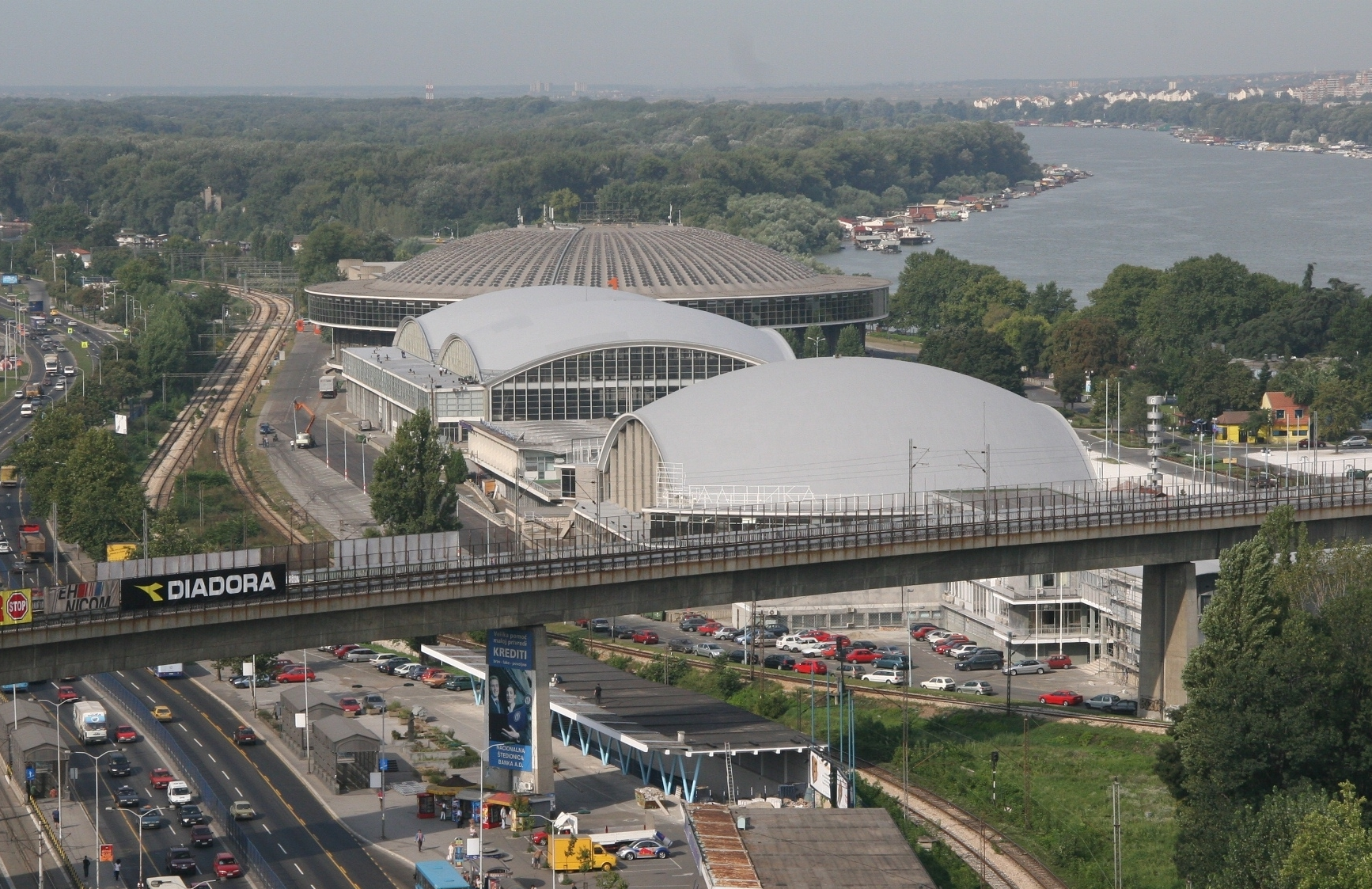
Die Messehallen aus der Luft gesehen

Die Internationale Belgrader Buchmesse ist eine der ältesten regionalen Buchveranstaltungen in Serbien.
Sowohl nationale als auch regionale serbische Verleger stellen auf der Messe ihre jährliche Verlagsproduktion vor.
Ihr Grundziel ist, den Verlegern, Autoren, Bibliothekaren, Buchvertreibern und Multimedia-Firmen zu ermöglichen, Kontakte zu knüpfen, Erfahrungen auszutauschen, Geschäfte zu eröffnen und andere Formen der Geschäfts- und Kulturzusammenarbeit aufzubauen. Neben dem Ausstellerprogramm wird in der Messe ein Begleitprogramm mit Konferenzen, Diskussionen am runden Tisch, Schriftstellerbegegnungen, Diskussionsforen und Workshops veranstaltet.
Der Buchmessegründer ist die Stadt Belgrad. Die Veranstaltung wird vom Buchmesserat geleitet, der Exekutivveranstalter ist die Firma Belgrader Messe. Die Messe findet traditionell im Oktober, in den Belgrader Messehallen 1, 1A, 2 und 4, auf der Grundfläche von 30.000 m² statt und dauert acht Tage.

## Hintergrund

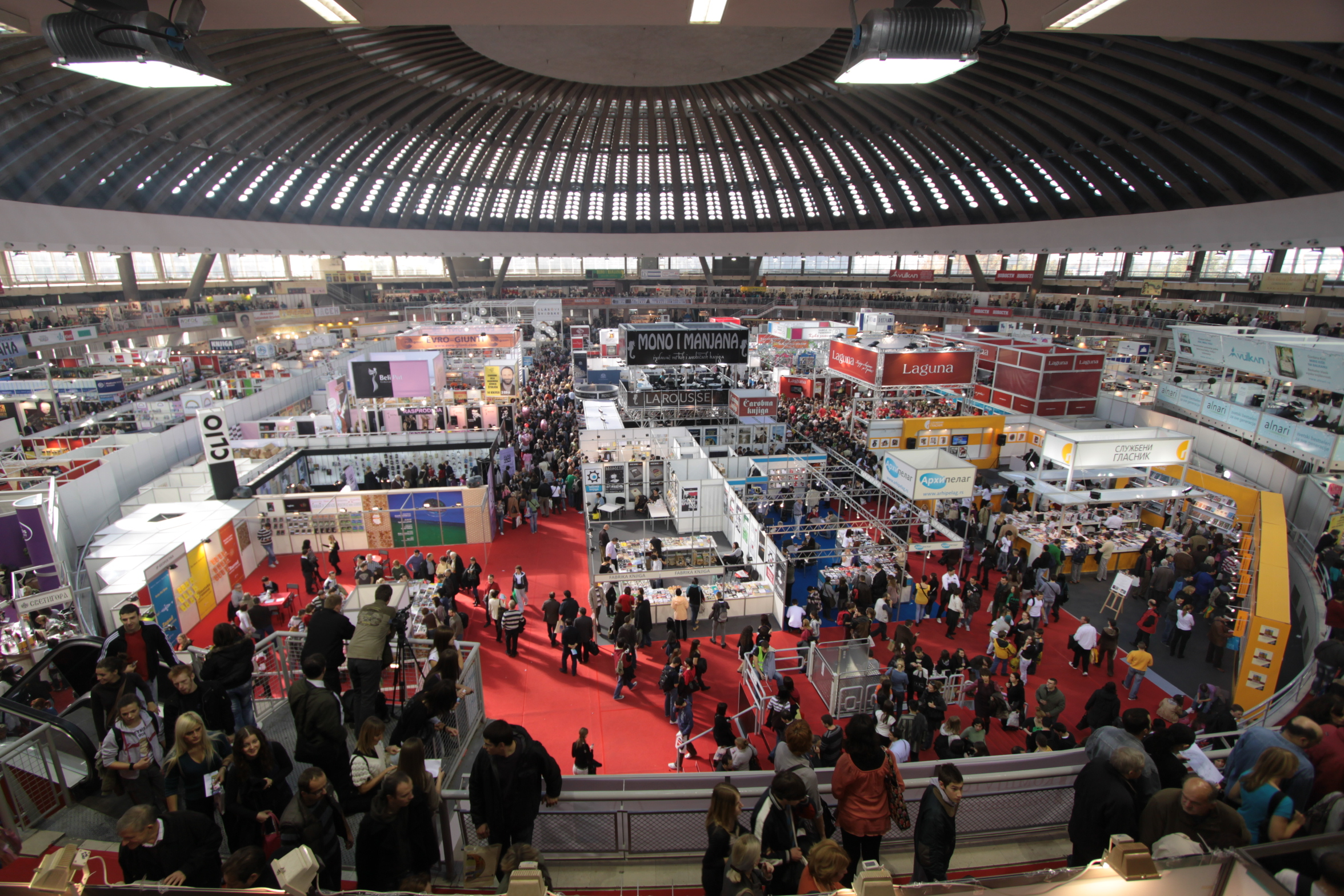
Überblick über die Ausstellungsstände

Die Buchmesse ist die meistbesuchte Kulturveranstaltung in Serbien. 2012 hatte die Messe 150.798 Besucher. Aufgrund der Veranstalterdaten wurde die Messe im Jahr 2012 von 1275 anerkannten Journalisten verfolgt, davon 71 aus dem Ausland.
Der ebenfalls 2010 unter Belgrader Bürgern von Strategic Marketing durchgeführten Befragung zufolge, gilt die Buchmesse als das größte Warenzeichen Belgrads.

### Preisverleihung
Während der Belgrader Buchmesse werden Preise in den Kategorien „Verleger des Jahres“, „Verlegerprojekt des Jahres“ und „Kinderbuch des Jahres“ verliehen. Diese Preise werden Verlegerproduktion und Werken verliehen, die nach ihrer Qualität und dem Wert ihrer wissenschaftlichen und künstlerischen Leistung eine außergewöhnliche Anstrengung der Verleger, Redakteure und Schriftsteller darstellen. Alle an der Messe teilnehmenden Verleger aus Serbien können sich um den Preis bewerben.
Seit 2007 wird der Dositej-Obradović–Preis an einen internationalen Verleger für seinen ständigen Beitrag der Veröffentlichung und Promotion der serbischen Literatur verliehen.
Die bisherigen Preisträger waren der österreichische Wieser Verlag aus Klagenfurt (2007), der französische Verleger Gaia Editions aus Bordeaux (2008), der ungarische Verleger Jelenkor aus Pécs (2009), der italienische Verleger Zandonai aus Rovereto (2010), der bulgarischen Verleger Siela aus Sofia und der slowakisch Verleger Kaligram aus Bratislava.

### Ehrengastland
Seit 2002 hat die Belgrader Buchmesse auch einen Ehrengast: ein Gastland, dessen Literatur und Verlagsproduktion besonders präsentiert werden. Das Ehrengastland bekommt einen Sonderplatz in der Buchmesse, in der Arena der Halle 1. Auf seinem Stand sowie in den Messepromotionssälen hat das Ehrengastland die Möglichkeit, sein Verlagswesen und seine Kultur vorzustellen.
Die bisherigen Ehrengastländer waren Norwegen (2002), Kanada (2003), Frankreich (2004), Großbritannien (2005), USA (2006), Italien (2007), Japan (2008), Griechenland (2009), Schweden (2010), Portugiesisch (2011), Ungarn (2012), Polen (2013), China (2015), Russland (2015), Iran (2016), Deutschland, Österreich, Schweiz und Liechtenstein (2017), Marokko (2018) und Ägypten (2019).

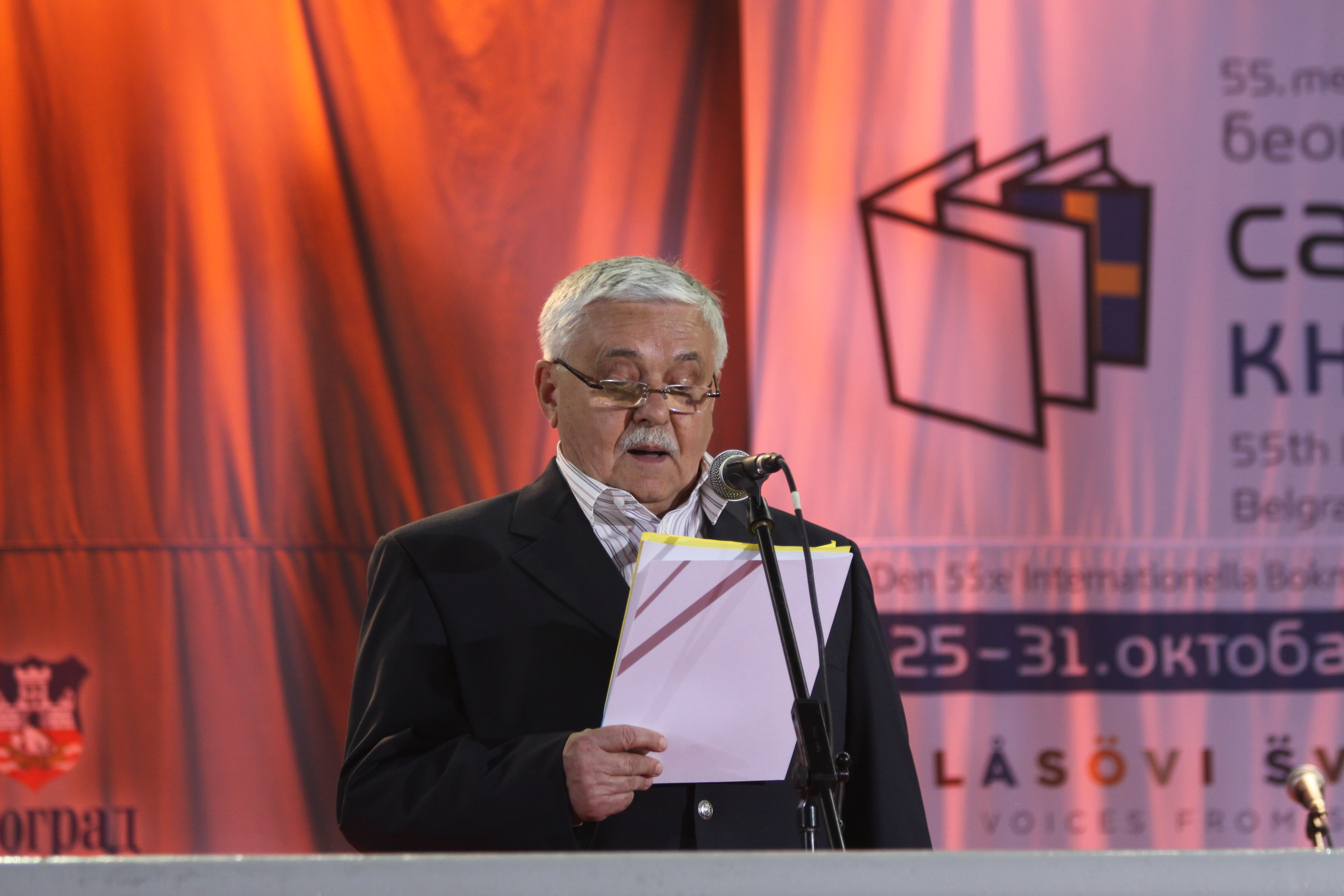
László Végel bei der Buchmesse im Oktober 2010

### Autoren
Die Buchmesse schließt alle wichtigeren Autoren und Schriftsteller aus Serbien und der Region mit ein. Die Messe wird traditionell von einheimischen Autoren eröffnet. Darunter waren Persönlichkeiten wie David Albahari, Milovan Danojlić, Dragan Velikić und László Végel. International waren Alain Robbe-Grillet, Erica Jong, Claudio Magris, Charles Simic und Peter Handke zu Gast.

### Schultag
Seit 2005 wird in der Messe der sogenannte Schultag veranstaltet, der organisierte Besuche von Schülern, Studenten, Professoren und Schulbibliothekaren sowie auf diese Gruppen abgestimmte Begleitprogramme beinhaltet.

## Geschichte

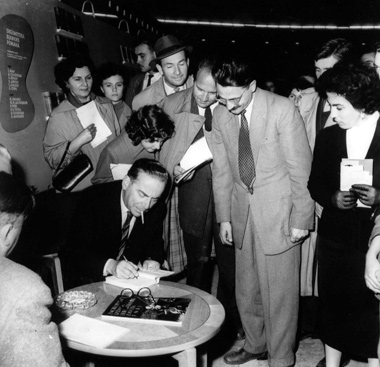
Ivo Andrić signiert Bücher auf der Messe.

Die erste Buchmesse fand 1956 im jugoslawischen Zagreb unter dem Patronat von Josip Broz Tito statt. Anwesend waren Schriftsteller des Landes, unter ihnen auch Ivo Andrić und Miroslav Krleža. Rund 12.000 Bücher aller jugoslawischer Verleger wurden ausgestellt, dabei auch Verlage aus Österreich, der Tschechoslowakei, den Niederlanden, Großbritannien, Frankreich, Italien, China, Ungarn, der DDR und Bundesrepublik Deutschland, Polen, Rumänien, USA, der Sowjetunion und der Schweiz wurden ausgestellt.
Im darauf folgenden Jahr zog die Messe nach Belgrad um, wo der Aufbau eines Messegeländes beendet wurde. Die Bücher wurden von 60 einheimischen und 36 ausländischen Verlegern aus 16 Ländern Europas, Amerikas und Asiens, ausgestellt. Es wurde vereinbart, dass die Internationale Buchmesse sechs Tage dauern und in einem Katalog repräsentiert werden soll. Die erste Belgrader Buchmesse 1966 fand Ende Oktober in der Belgrader Messehalle 3 statt und wurde von Rodoljub Čolaković, dem Vizepräsidenten des Bundesexekutivrates, eröffnet.
Anlässlich der Messefestlichkeiten startete auch die Revue Das Buch und die Welt. Die Internationale Buchmesse in Belgrad sammelte jährlich immer mehr Verleger aus Jugoslawien und der Welt, so dass sie, nach der Frankfurter Buchmesse und der Internationalen Buchmesse in Warschau, der größte Treffpunkt der Verlegermitarbeiter aus Europa, Amerika, Asien und Afrika wurde.

## Meinungen
„Већ на први, површан поглед може се видети жеља да Сајам буде отворен прозор са двоструким видиком, са видиком за нашег човека у страни свет књиге и видиком за странца на пут и развитак књиге у књижевностима наших народа. Поред издања на језицима свих наших народа и народности, на њему учествује око 70 излагача из 18 земаља … У вези са Сајмом организована је, уз сарадњу стручњака, изложба у част 100-годишњице В. И. Лењина, затим међународна изложба славистичких издања наших кућа и станова […].”

„Schon auf den ersten oberflächlichen Blick kann man den Wunsch sehen, dass die Messe ein geöffnetes Fenster mit zweifachem Blick wird, einem für unsere Menschen zur ausländischen Buchwelt und dem anderen für einen Ausländer zu Buchweg und –entwicklung in der Literatur unseres Volkes. Außer den Ausgaben in den Sprachen aller unserer Völker und Völkerschaften, nehmen daran rund 70 Aussteller aus 18 Ländern teil […]. Diesbezüglich wurde, unter Zusammenarbeit mit Experten, die Ausstellung zu Ehren des 100. Jahrestages von W. I. Lenin veranstaltet, dann die internationale Ausstellung slawischer Ausgaben unserer Häuser und Wohnungen […].“

„Погледајте ову огромну количину тајни око себе! На Сајму књига се увек осетим више тужна него радосна: Да поживимо стотине година, не бисмо стигли отворити све ове шкољке бисера људске мисли, пуне ватре срца и олуја маште  […].”

„Seht diese riesige Menge an Geheimnissen um euch an! In der Buchmesse fühle ich mich immer mehr traurig als glücklich. Auch wenn wir hunderte Jahren lebten, hätten wir keine Zeit all diese Schalen der Perlen an Menschenmeinungen, voll von Herzfeuer und Phantasiestürmen, zu öffnen […].“

„Данас књижевност живи од покојних класика и од живих читалаца који сада постављају ново питање: можемо ли волети једну књигу, а не колико је ценимо или колико је лепа [...]. Тражите, дакле, овде, вечерас, књигу коју ћете моћи да волите. Тиме можда помажете овој планети да преживи.”

„[…] Die Literatur heute lebt von gestorbenen Klassikern und lebendigen Lesern, die jetzt eine neue Frage stellen: Können wir ein Buch lieben? Und nicht wie viel wir es schätzen, oder wie schön es ist […]. Sucht also heute Abend hier ein Buch, das ihr auch lieben könnt. Dadurch helft ihr vielleicht diesem Planet zu überleben […].“

„Сајам књига представља једно дивно средишно место на којем могу само да сретнем писце које познајем и да видим, прегледам и упознам се са целокупном домаћом продукцијом. Дакле, Сајам књига је најдивније време за мене у Београду.”

„Die Buchmesse ist ein wunderbarer Mittelpunkt, an dem ich einfach Schriftsteller treffen kann, die ich kenne, als auch sehen, schauen und die gesamte einheimische Produktion kennenlernen kann. Also, die Buchmesse ist die schönste Zeit für mich in Belgrad […].“